# 5682 Beresford
5682 Beresford este un asteroid care intersectează orbita planetei Marte.

## Descriere
5682 Beresford este un asteroid care intersectează orbita planetei Marte. Asteroidul prezintă o orbită caracterizată de o semiaxă mare de 2,30 ua, o excentricitate de 0,30 și o înclinație de 7,9° în raport cu ecliptica.